# سیارک ۳۸۶۲
سیارک ۳۸۶۲ (به انگلیسی: 3862 Agekian، نامگذاری:1972KM) سه هزار و هشتصد و شصت و دومین سیارک کشف شده‌است که در ۱۸ مه ۱۹۷۲ کشف شد.
قدر مطلق سیارک برابر ۱۳٫۰۰ است.